# Плужнянський район
Плужненський (Плужнянський) район — район УСРР, що з перервами існував протягом 1923—1959 років. Центр — містечко Плужне.

## Історія
Постановою ВУЦВК від 7 березня 1923 року на території створеної Шепетівської округи був утворений Плужнянський район, до складу якого ввійшли Кунівська, Перерослівська і Плужненська волості.
Згідно з постановою ВУЦВК від 3 лютого 1931 року проведено укрупнення районів. Плужнянський район увійшов до складу Ізяславського. Відновлений постановою ЦВК УРСР від 26 лютого 1935 року в складі Вінницької області.
22 вересня 1937 року була утворена Кам'янець-Подільська область, до складу якої увійшов і Плужнянський район. 4 лютого 1954 року Кам'янець-Подільська область була перейменована на Хмельницьку
Указом Президії Верховної Ради УРСР від 23 вересня 1959 року Плужнянський район ліквідований, а його територія включена до складу Білогірського та Ізяславського районів.

## Населення
Згідно з матеріалами перепису населення у червні 1924 році, в Плужненському районі проживало 41 738 осіб. За національним складом українці складали — 77,45% (32 326 осіб), німці — 2,51% (1 047 осіб), чехи — 1,89% (789 осіб), росіяни — 0,06 (25 осіб)

## Населені пункти району
Станом на 1 вересня 1946 року до складу Плужнянського району входило 55 населених пунктів, які були об'єднані в 32 сільські ради:
- Плужне — районний центр.

- Антонівка
- Білотин
- Борисів
- Велика Боровиця
- Вікентове
- Велика Гнійниця
- Велика Радогощ
- Вікнини
- Гурщина
- Держаки
- Дертка
- Дзвінки
- Добрин
- Долоччя
- Завадинці
- Загірці
- Загребля
- Закриничне
- Заріччя
- Зіньки
- Іванівка
- Йосипівці (Новинь)
- Калетинці
- Кам'янка
- Карпилівка
- Козин
- Коритне
- Кунів
- Кур'янки
- Лісна
- Мала Гнійниця
- Мала Боровиця
- Мала Радогощ
- Михайлівка (колонія Михайлівка)
- М'якоти
- Надишень
- Нова Гутиська
- Новосілка (Ядвоніне, Ядвоніно)
- Півнева Гора
- Перерослів
- Прикордонне
- Сивір
- Слобідка
- Стара Гутиська (Гутиське)
- Сторониче (Стороничі)
- Гаврилівка (Улянівка, Хотенське)
- Хотень Другий (Хотень, Баляри)
- Хотень Перший (Майдан)
- Червоне
- Шекеринці
- Шельвів
- Шимківці
- Ювківці

- Дорогоща — колишнє село в зоні затоплення водойми Хмельницької атомної електростанції.